# 異世界サムライ
『異世界サムライ』（いせかいサムライ）は、齋藤勁吾による日本の漫画作品。『ComicWalker』（KADOKAWA）にて、2023年2月22日から連載中。ファンタジー異世界を舞台にした女侍の冒険譚。

## あらすじ
侍になるべく育てられた月鍔ギンコは、剣術の達人にして武芸全般を修めた武士（）である。
「武士は矢弾飛び交う合戦にて散るが誉（）」という信念から、師である父親を最後の稽古としての真剣勝負で斬り捨てて出立するが、関ケ原の合戦で死に場所を得ることができず、自身の首を斬り落としてくれる強者を求めて武者修行人を相手に立ち合いを繰り返す剣鬼となる。
業を重ねる己に苦悩したギンコは転生寺にて「赦しはいらぬ 敵がほしい」と御仏の慈悲を願う。
御仏は応えて曰く「いいよ。」。
こうして無双の剣鬼ギンコは異世界に転生した。――戦いの中で、死ぬために。

## 登場キャラクター
月鍔 ギンコ（）
本作の主人公。袴姿に合わせた紅色のリボンで頭髪を束ね、大刀を振るって魔物を両断する少女。顔には女としての己を捨てるために、12歳の時に敢えて自分でつけた傷がある。年齢は異世界に転移した時点で17歳。特技は人を斬ること。一人称は「某（）」。
侍としての誉（）を至上の尊びとし、立身出世に興味はなく、矢弾飛び交う合戦で自らの命を散らすことを人生の目標としている。希死念慮旺盛な言動で周囲を驚かせることが多いが、あくまで根底にあるのは侍としての矜持である。侍は武人として常に清く正しくあるべきと父親から教育されている。斬るのは「向かってくるもの」「命の覚悟があるものだけ」と定めており、それ以外には毛一本の傷もつけないことを信念としている。
剣術の達人であり、戦国時代の日本国において辻斬りによって「剣鬼」の異名を得るほど。月鍔流の師にして父いわく「剣の天才」。顔立ちと怪力は母親譲り。
作中では、得意の刀を主に扱う。高速で正確な斬撃を繰り出し、魔物を容易く両断する。魔物の特性によって刀傷が有効打に至らない場合は、有効打になるまで斬り刻むこともある。ギンコいわく「一太刀で死なぬ相手ならば "なます" にすればよい」。
帯刀している太刀と脇差は関ケ原で拾った無銘の刀であるが、ギンコはこれらに『銀横綱』と『銀大関』という銘を勝手につけて愛刀としている。武芸全般修めてこその武士（）であり、特に弓については那須与一に憧れて「死ぬほど修行した」とのことで、弓が有効な局面では和弓の鍛錬で培った剛力で人力では扱えぬほどの大弓を使いこなした。飛翔する龍にしがみつく際には分銅鎖を使用した。28話後編で怪我をして血が出ているが何故か気合で止めている。
グルニカ
『火の勇者』。『円卓』序列8位。高度な魔法を使いこなす。
Y字型の杖を右手に捧げ持ち、深めの三角帽子を被ったいかにも魔女らしい装備品と、露出の多い服と口元で膨らむフーセンガムのパンクな装いとのギャップがトレードマーク。
粗野で乱暴な態度が目立つが、作中では人々を守るために出動を重ねて頻繁に魔物退治に励んでいる。
金銭に強欲な言動をあらわにすることが多く、シレーヌにたびたびお小遣いをせびっており、いつも賭け事でスっているらしい。
ギンコのことは頭のおかしいやつだと思っている。
膨大な魔法力を有しており、魔法で自身を死からこともなげに蘇生させ、直後に傷跡の残らないほどに完璧な再生魔法を施すことができる。
ミコ
『キケン森』でトレントに襲われていたところを、駆けつけたギンコに救出された。以後、常にギンコの傍らでストーリーに登場し、異世界の案内人のような役回りを務める。『花魔法』を使用する。特技は「花を育てる」こと。容姿などで女の子に見えるが実は男の子
命の恩人としてギンコに深く感謝しており、作中では常にギンコに味方する立場を選ぶ。ギンコの「人を斬ったことがある」という発言については、ギンコの冗談だと信じようとしていた。
ギブリール＝ルー
ミコの保護者であり、元『槍の勇者』。ヒスイ教のシスターとして『愛の家』の院長を務め、身寄りのない子供を長年保護し続けている。長命なエルフ族であり、見た目に反してけっこうな高齢者。長年孤児に食事を提供しているため、料理達者。愛称は「ルゥちゃん」。
自身のバジリスクの呪いを解き、またミコの命の恩人でもあるギンコには感謝している。しかしギンコの骨の髄にまで染み付いたドブ川のような血の匂いを警戒し、信用はしていない（コミックス2巻）。キルケの恩人の娘。
ヴォルス
『爆斧の勇者（）』。"爆破"魔法とドワーフ族が鍛えた大斧（）の合技を使いこなす。ギブリールとは旧知の仲で、勇者時代のなじみ。
ギンコの強さを認めているが、「魔物のみを殺すわしら勇者とは違う」とギンコに染み付いた人の血の匂いを危険視し、死臭ただよう殺人鬼とみなしている。しかし、ギンコのさっぱりした性格を「粋な娘」と評価している。純粋であることと殺人者であることが同居する侍の価値観に面食らっている。
シレーヌ
本名は「アーサー・シレーヌ・アントリウス・フォン・アヴァロン」
初代勇者の末裔で王都アヴァロンを治める王族。魔法兵を駆使し魔物と戦う。幼いながらも民を愛し平和を望む美しい心の持ち主だが自国の民以外は何兆人死のうが構わないと言う思想であり自国の民とその他との対応の差がとても激しい。ギンコに魔王討伐を依頼した本人。
三巻にてギンコの動向を監視するためにもうひとつの固有魔法、運命の人形（デスタドール）を作った。元々この魔法は魔王討伐の旅に出た勇者たちの安否が気になりそのためだけにあみだした魔法らしい。

ドラクロ
『法の勇者』。
サンゲツ
『虎の勇者』。
アンブロンヌ・マーリン
魔法本の著者。

### 魔物
『醜い悪魔』オーク
二足歩行の豚様の魔物であり、屈強な体躯を有する。人間社会においては危険度Bと認識されており、集団化したオークの群れを相手にするには勇者相当の戦力が必要とされる。ギンコいわく「下の下」。
龍
翼を有する爬虫類様の魔物。ギンコは異世界転生直後に龍と遭遇し「『武士の死』を与えてくれる最上の敵」と期待して戦いを求めて飛翔する龍にしがみつくが、尾の一撃で振り落とされた。
『人食い怪樹』トレント
人語を解し、自在に枝葉を鞭のように振るう樹木様の魔物。「神聖な森（しぜん）の化身」を自認する。ギンコいわく「中の下」。
『邪悪の子鬼』ゴブリン
小鬼様の魔物。棍棒のようなものを武器とする。作中ではバジリスクに一蹴された。
"蛇の王"バジリスク
大型の蛇様の魔物。石化の呪いを使用する。
突然変異種『三つ首のバジリスク』
ミツクビ山の"ヌシ"として君臨する魔物。バジリスクの変異種であり、三つの頭部をもつ。近隣の魔物を餌として捕食しており、地における絶対的な強者。ベテラン勇者であるギブリールをして退治できず洞窟に封印するのが精一杯であるほどの強さ。ギンコいわく「なかなかの強敵」。
『蛇尾の怪鳥』コカトリス
尾が蛇のように変質したニワトリ様の魔物。作中ではギブリールに一蹴された。
『悪戯妖精』グレムリン
コミックス2巻で登場。危険度はB-。悪魔様の魔物。疲弊した勇者ヴォルスを人質をとって脅迫を試みるが、ギンコの「殺して結構 彼も戦士ならば敵に捕虜にされ生き恥を晒すより潔い討ち死にを臨んでいるはずです」という人質の生命よりも名誉を尊重した見解に基づき、あっけなく両断される。
『狼怪人』コボルト
人の姿をした犬様の魔物。
『トカゲ怪人』リザードマン
コミックス2巻に登場。

魔王
30話にソルが最後に化けた姿で初登場（ただし魔王本人ではない）。
背の高い女性の姿であり手には金棒、顔には般若の仮面を被っており頭からは角が生えている。
服装は和風で角が生えていて、瓢箪を持っている為、もしかしたらこの人かこの人が異世界に来たかもしれない。

厄災
魔王”直属”の側近。数は10体。暴れる魔物をまとめたり人里の襲撃、交通の拠点を破壊、各国要人の殺害などをしている。
キルケ
人間の魔法使い。200年以上前から存在していて生き物を魔物にする魔法を使う。「厄災」の一人。地球の事を在の世界と呼んでおりサムライのことを知っている。
恐らくモデルはこの人。
ブラノア
竜の王。白いドラゴン。「厄災」の一体
ソル
「厄災」の一人。全身が真っ黒であり顔は不明。能力は”誰か”の姿になれる分身（シャドウ）。　部分的に変化も出来るので結構便利。本人曰く「つまらん能力」。人間の姿も借りものらしい。しかし、転移は魔物の能力なのかは不明。28話後編に人間の姿を借りたと思われる人物が出てきたが少年の姿であり、よく見れば髪のハネ毛が反対になっている。
ソルと言う名前はこの少年の名前であると思われるがソルの名前は黒く塗り潰されており不明。（その時にソルと思われるカラスが登場しておりこの少年と親しかったことが分かる）
30話でギンコに魔腎臓をやられ、最後に魔王の姿に化け死亡。
ちなみに名前が判明するまでの読者からの呼び名は、影男、黒い人、影さん、まっくろくろすけ
ドラドラ
「厄災」の一人。幼い女の子の姿だが頭に角が生えていて自分の身長より大きい大鎌を持っている。能力は不明。虎の勇者をしましまのおいしそうな獣人と言った張本人。子供っぽい

## 作中設定

### 世界観
魔法が飛び交いモンスターが跋扈する、いわゆる中世西洋風ファンタジー世界の設定をベースにしている。
人の敵は魔物であり、人が殺すのは魔物だけである。人が人を殺めることは禁忌とされる。
魔物
凶暴で残酷な性質を有しており、人間に仇をなす恐るべき厄災。街を襲うこともあり、都を灰燼に帰した過去もある。
勇者
戦いを生業とし、魔物に対抗する力を持った人類最強の戦士に対して与えられる称号。人類の守護者。作中には多数の勇者が登場する。
作中では、「勇気をもって立ち向かうもの」「弱きを助け悪をくじく」と紹介されており、強さと合わせて高潔な精神も備えているものとされる。
はじまりの勇者
勇者アーサー。その昔、魔王を討伐して人間を救い、建国し文明を築いた。『"英雄の国"アヴァロン』の王族は勇者アーサーの末裔とされる。

### 種族
人や亜人を包括して人間種とみなす。エルフやドワーフは人間種の中の種族と位置づけられる。世界人種図鑑が刊行されるほど多様な種族が共存する。
エルフ
耳の形が特徴的。長命。武器の稽古をする習慣がある。
ドワーフ

### 魔法
人間が使用する超常の現象。この世界においては一般的に使用されている。
魔法協会
魔法本（グリモワール）の流通に法的な規制をかけている。ギブリールいわく「守銭奴」。
魔法学校
魔法を教える施設。何年も寮に入ってたくさんの先生に指導を受ける。学費は高額。

### 呪い
対象の心身に異変をもたらす。作中ではバジリスクがギブリールに対して石化の呪いをかけた。術者が死ぬと解呪されるのが大原則。

### 文化、娯楽
服装
著者の齋藤勁吾によると、本作登場人物の服装はファンタジー世界観をイメージしやすい中世ヨーロッパ風の服飾を踏襲しているが、登場人物の個性を惹き立てるのに効果的な場合は、現代風のデザインを採用する場合もあるものとしている。
チェス
チェスという名称の盤上遊戯が存在する。
飲酒
慶事においては酒を飲み交わして祝杯をあげる風習がある。作中では、ビール様の発泡性の酒がバジリスクを討伐したギンコに振る舞われた。
ヒスイ教
ギブリールはのシスターとして孤児院を運営している。

### 植物
キングパンジー
マナローズ

### 地名や建造物
日本
ギンコの故郷。戦国時代の日本を意味する。魔物はいないが、人が人を殺すために武器を生産し、人が人を殺すための鍛錬をつむ異常世界。
キケン森
コミックス1巻で登場。
孤児院『愛の家』
ギブリールが院長を務める孤児院。これまでに数百人の子供が巣立っていった。
ミツクビ山
"蛇の王"バジリスクの棲家。孤児院『愛の家』の屋根から視認できる位置にあり、ギンコいわく「禍々しい気を感じる 合戦の匂いがする」。
『西の王都』アヴァロン
コミックス2巻で登場。

## 作風
『コミックフラッパー』編集部によると、本作は齋藤の美麗な筆致により描かれ、「圧倒的な説得力と独創的な世界観で展開」している作品である。
精文館書店三ノ輪店の書店員によると、本作は「侍かつ女性の主人公による異世界転移ファンタジー」であり、魅力は著者の齋藤の「表現力と、主人公である女侍・ギンコの持つ“ギャップ”」である。ギンコのキャラクターとしての魅力と、敵を薙ぎ払う爽快感がポイントとなっている。

## 評価
2023年8月、「次にくるマンガ大賞 2023」Webマンガ部門にて17位を獲得。
2023年12月、「このマンガがすごい! 2024」オトコ編にて17位を獲得。2024年には「全国書店員が選んだおすすめコミック2024」にて8位を受賞。同年8月、「次にくるマンガ大賞 2024」Webマンガ部門にて14位を獲得し、Global特別賞【繁体字】も受賞。

## 書誌情報
- 齋藤勁吾『異世界サムライ』KADOKAWA〈MFコミックス〉、既刊5巻（2025年2月20日現在）
  1. 2023年6月22日発売[2][12]、ISBN 978-4-04-682464-6
  2. 2023年10月20日発売[13][14]、ISBN 978-4-04-682938-2
  3. 2024年2月22日発売[15][16]、ISBN 978-4-04-683284-9
  4. 2024年8月22日発売[17]、ISBN 978-4-04-683849-0
  5. 2025年2月20日発売[18]、ISBN 978-4-04-684397-5